# 梅貝爾 (肯塔基州)
梅貝爾（英語：Mabel）是位於美國肯塔基州富爾頓縣的一個非建制地區。

## 地理
梅貝爾所處的海拔為高於海平面90米（即295英呎），而該地所採用的時區為UTC-6，即北美中部時區（CST）。同時該地設有夏令時間，為UTC-6調快一小時，即UTC-5（CDT）。